# Ntantong
Ntantong ou Ntangtom est un village de la Région du Littoral du Cameroun, situé dans la commune de Baré-Bakem. Il est situé à 14 km de Baréko.

## Population et développement
En 1967, la population de Ntantong était de 90 habitants, essentiellement des Bakem. La population de Ntantong était de 36 habitants dont 14 hommes et 22 femmes, lors du recensement de 2005.